# Pterygophyllum rigidum
Pterygophyllum rigidum là một loài Rêu trong họ Hookeriaceae. Loài này được (Schwägr.) Brid. mô tả khoa học đầu tiên năm 1819.